# Kanton Attigny
Kanton Attigny (fr. Canton d'Attigny) je francouzský kanton v departementu Ardensko v regionu Grand Est. Tvoří ho 81 obcí. Před reformou kantonů 2014 ho tvořilo 13 obcí.

## Obce kantonu
od roku 2015:
| - Alland'Huy-et-Sausseuil - Apremont - Ardeuil-et-Montfauxelles - Attigny - Aure - Autry - Beffu-et-le-Morthomme - Bouconville - Bourcq - Brécy-Brières - Cauroy - Challerange - Champigneulle - Charbogne - Chardeny - Chatel-Chéhéry - Chevières - Chuffilly-Roche - Condé-lès-Autry - Contreuve - Cornay - Coulommes-et-Marqueny - Dricourt - Écordal - Exermont - Falaise - Fléville | - Givry - Grandham - Grandpré - Grivy-Loisy - Guincourt - Hauviné - Jonval - Lametz - Lançon - Leffincourt - Liry - Longwé - Machault - Manre - Marcq - Marquigny - Mars-sous-Bourcq - Marvaux-Vieux - Montcheutin - Monthois - Mont-Saint-Martin - Mont-Saint-Remy - Mouron - Neuville-Day - Olizy-Primat - Pauvres - Quilly | - Rilly-sur-Aisne - La Sabotterie - Saint-Clément-à-Arnes - Saint-Étienne-à-Arnes - Saint-Juvin - Saint-Lambert-et-Mont-de-Jeux - Saint-Loup-Terrier - Saint-Morel - Saint-Pierre-à-Arnes - Sainte-Marie - Sainte-Vaubourg - Saulces-Champenoises - Savigny-sur-Aisne - Séchault - Semide - Semuy - Senuc - Sommerance - Sugny - Suzanne - Termes - Tourcelles-Chaumont - Tourteron - Vaux-Champagne - Vaux-lès-Mouron - Voncq - Vrizy |

před rokem 2015:
- Alland'Huy-et-Sausseuil
- Attigny
- Charbogne
- Chuffilly-Roche
- Coulommes-et-Marqueny
- Givry
- Rilly-sur-Aisne
- Saint-Lambert-et-Mont-de-Jeux
- Sainte-Vaubourg
- Saulces-Champenoises
- Semuy
- Vaux-Champagne
- Voncq